# 허리케인 아이반

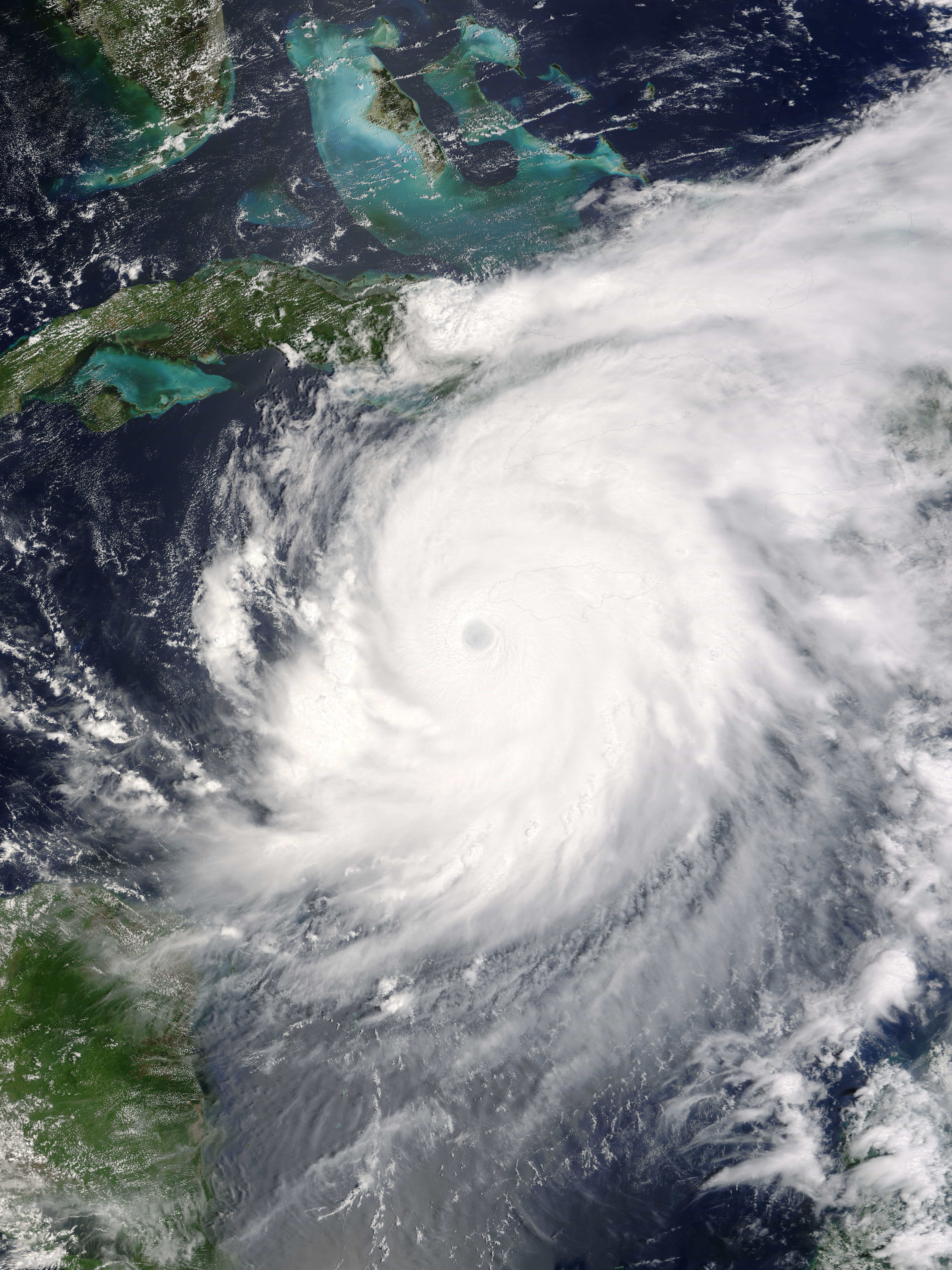

허리케인 아이반(Hurricane Ivan)은 카리브해와 미국에 광범위한 피해를 입힌 크고 오래 지속되는 파괴적인 카보베르데 허리케인이었다. 이 사이클론은 2004년 대서양 허리케인 시즌의 9번째 폭풍, 6번째 허리케인, 4번째 주요 허리케인이었다.
아이반은 9월 초에 결성되었으며 SSHS(Saffir-Simpson Hurricane Scale)에서 카테고리 5 등급에 도달했다. 아이반은 강력한 카테고리 3 폭풍으로 그레나다에 치명적인 피해를 입혔고, 강력한 카테고리 4 폭풍으로 자메이카에 막대한 피해를 입혔으며, 카테고리 5 허리케인으로 그랜드케이먼, 케이맨 제도 및 쿠바 서쪽 끝 지역에 심각한 피해를 입혔다. 강도가 최고조에 달한 허리케인은 멕시코만을 가로질러 북북서쪽으로 이동하여 플로리다주 펜사콜라/밀턴과 앨라배마주를 강력한 카테고리 3 폭풍으로 강타하여 심각한 피해를 입혔다. 아이반은 미국 동부를 통과하여 북동쪽과 동쪽으로 진행하면서 미국 남동부에 폭우를 내렸고, 9월 18일에 아열대 저기압이 되었다. 폭풍의 잔존 저기압은 서부 아열대 대서양으로 이동하여 9월 22일에 열대성 저기압으로 재생성되었다. 그런 다음 플로리다와 멕시코만, 그리고 루이지애나와 텍사스로 이동하여 최소한의 피해를 입혔다. 아이반은 9월 24일에 잔존 상태로 퇴화하여 다음 날 소멸되었다.
아이반은 그 과정에서 약 261억 달러(2023년 420억 달러에 해당)의 피해를 입혔으며, 그 중 205억 달러가 미국에서 발생했다.